# Феноменальні чутки
Феноменальні чутки (кор. 경이로운 소문; ханча: 驚異로운 所聞) — південнокорейський серіал, що розповідає про Лічильників душ — найнятих Небесами людей, завданням котрих є полювання на злих духів-демонів. Серіал заснований на однойменному вебтуні автора Чан І. Прем'єра серіалу відбулася на телеканалі OCN 28 листопада 2020 по 24 січня 2021. У головних ролях Чо Пьон Ґю, Ю Чун Сан, Кім Се Джон та Йом Хє Ран.
Серіал продовжено на другий сезон, однак він буде виходити на телеканлі tvN, на відміну від першого, що виходив на OCN.

## Сюжет
Події розгортаються у вигаданому місті Чунджін. Там живуть лічильники душ — люди, які вже були на межі смерті, проте отримали можливість вийти з коми та продовжити жити, якщо виконуватимуть роботу, що дають їм роботодавці з Небес, Юнг. Їхня робота полягає у полюванні на демонів — злих духів, які прагнуть досягти безсмертя, для чого вони вселяються в людей та спонукають їх до вбивства. Під час вбивства демони поглинають душі вбитих і таким чином поступово збільшують свій рівень можливостей і сил. Лічильники у місті Чунджін мають базу у вигляді ресторану з приготування локшини «Локшина Еонні», де зранку приймають замовлення і обслуговують відвідувачів, а вночі займаються полюванням на демонів. 
Команда з чотирьох Лічильників душ, Ка Мо Тхака, До Ха На, Чху Ме Ок та Чхоль Джуна виявили та переслідують демона, що досяг третього рівня. Вони заманюють його у свою зону, місце, де збільшується сила Лічильників душ. Проте через те, що в той час в зоні був лише Чхоль Джун, то демон вбиває його, а Ві Ґен, яка уклала угоду з ним і була в його тілі, покинула його в пошуках нового претендента на місце загиблого лічильника душ. 
З іншого боку Со Мун є підлітком, що в ранньому віці втратив батьків у автокастастрофі, а також пошкодив ногу, тому шкутильгає та ходить з палицею. У свій день народження під час зустрічі з друзями він опинився поблизу місця, де пролітала Ві Ґен, і несвідомо притягнув її до себе, через що вона випадково вселилася в нього. Після цього Со Мун починає бачити дивні сни, а також виявляє, що його нога зцілилася, та що він отримав фізичну силу, якої в нього не було раніше. З часом він зустрічається з іншими Лічильниками душ з «Локшина Еонні», де відповідають на його запитання, розповідають про мету Лічильників душ та пропонують приєднатися або відмовитися, втративши силу і вилікувану ногу. Со Мун вирішує приєднатися, але за умови, що зустрінеться зі своїми батьками. Таким чином Ка Мо Тхака, До Ха На, Чху Ме Ок та Со Мун разом починають полювати на демонів і водночас розкривати таємниці свого минулого.

## Акторський склад

### Головні ролі
- Чо Пьон Ґю як Со Мун[8][9]

Со Мун є підлітком, що в дитинстві потрапив у автокатастрофу, через яку пошкодив ногу та втратив батьків. Зараз він живе разом зі своїми дідусем Ха Сок Ґу та бабусею Чан Чхун Ок. Крім того, у школі його підтримує друг Кім Ун Мін та подруга Ім Чу Йон, разом з ним Со Мун пише комікс про супергероїв. Проте за випадком обставин він стає Лічильником, коли в нього вселяється Ві Ґен. Після чого він починає працювати як офіціант на неповний робочий день у «Локшині Онні», а вночі полює на демонів. Після отримання сили Со Мун намагається не лише полювати на демонів, а й захистити своїх друзів від цькування. До того ж за свою роботу Лічильником він прагне отримати ще одну зустріч зі своїми батьками. Його силою серед Лічильників душ є уміння надприродно швидко бігати, психометрія на близькій відстані, виявлення демонів, що зайшли в зону Юн, викликання зони Юн та психокінез.
- Ю Чун Сан як Ка Мо Тхак[8][9]

До того, як стати Лічильником душ, Ка Мо Тхак був поліцейським, однак не памятає майже нічого зі свого минулого життя, лише останню ніч перед смертю — як скинувся з даху на автівку. Він потрапляє в кому і в нього вселяється Кім Кі Ран. У ресторані «Локшина Онні» працює як помічник кухаря. Серед лічильників душ він є найсильнішим, часто в боях поєднує свій гострий язик із хитрістю. Після зустрічі з Со Мун він поступову починає відновлювати спогади про своє минуле.
- Кім Се Джон як До Ха На[8][9]

До Ха На є офіціантом у ресторані «Локшина Еонні». Вона приховує своє минуле від інших Лічильників душ, тому, що це  неприємні спогади. Після отруєння всієї її сім'ї в неї вселяється У Сік, таким чином дівчина виживає. Її силою як Лічильника душ є виявлення демонів за кілька кілометрів, а також можливість читати спогади інших людей та заходити в н.х
- Йом Хє Ран як Чху Ме Ок[8][9]

Чху Ме Ок є шеф-кухарем у ресторані «Локшина Еонні» та головою команди Лічильників душ. У минулому вона втратила свого сина Квон Су Хо, який тепер у вигляді духа зі виміру Юнг вселився в неї. Ме Ок часто вступає в перепалку з Мо Тхаком. Вона єдина в команді Лічильників душ, чиєю силою є уміння лікувати поранених людей.

### Другорядні ролі

#### Лічильники душ
- Ан Сок Хван як Чхве Чан Муль[8][9]

Чхве Чан Муль був одним з перших лічильників душ у місті Чунджін і тепер він вийшов на пенсію. Він є власником одного із великих конгломератів у місті, тому тепер виступає людиною, що фінансує всі витрати команди Лічильників душ, що з'являються під час планування чи виконання їхніх операцій.

#### Юнг
- Мун Сук як Ві Ґен[8][9]
- Кім Со Ра як Кім Кі Ран
- Ин Є Джун як У Сік
- Лі Чхан Хьон як Квон Су Хо[14][15]

#### Демони
- Лі Хон Не як Чі Чхон Сін[16]
- Ок Ча Йон як Пек Хян Хві

#### Люди з міста Чунджін

##### Сім'я Со Муна
- Юн Чун Сан як Ха Сок Ґу
- Лі Чу Сіль як Чан Чхун Ок

##### Люди зі школи, де навчається Со Мун
- Лі Чі Вон як Ім Чу Йон[8][9]
- Кім Ин Су як Кім Ун Мін[8][9]
- Чон Вон Чхан як Сін Хьок У
- Кім Мін Хо як Пек Чун Ґю

##### Поліція міста Чунджін
- Чхве Юн Йон як Кім Чон Йон[8][9]
- Лі Кьон Мін як Лі Хан Уль

##### Люди з мерії міста Чунджін та з Taeshin Group
- Чхве Кван Іль як Сін Мьон Хві
- Лі То Йоп як Чо Тхе Сін[8][9]
- Кім Син Хун як Но Хан Ґю
- Чон Чін О як Но Чхан Ґю

### Особлива поява
- Сон Чі Ру як Чхоль Джун

## Виробництво

### Розробка
Під час фільмування другої половини першого сезону сценаристка Йо Чі На покинула проєкт після завершення роботи над сценарієм 12 серії через «розбіжності в поглядах на сценарій подальших серій», тому сценарій до 13 серії написав режисер Ю Сон Дон, а з 14 по 16 серію сценарій писав сценарист Кім Се Бом. Після завершення першого сезону серіалу з високими рейтингами, де остання серія набрала 11% за середньою кількістю переглядів глядачів за AGB Nielsen, серіал було продовжено на другий сезон.

### Кастинг
9 червня 2020 стало відомо, що на роль у серіалі розглядається акторка Кім Се Джон, а 11 червня було повідомлено, що йдуть розмови щодо участі актора Чо Пьон Ґю у серіалі. 15 липня було офіційно підтверджено, що в серіалі беруть участь Чо Пьон Ґю, Кім Се Джон, Ю Чун Сан, Йом Хє Ран та Ан Сок Хван. Крім того, у тому ж місяці також було офіційно оголошено про участь акторів Лі Чхан Хьон, Лі Хон Не та Чхве Юн Йон у серіалі. 14 жовтня відбулося перше читання сценарію першого сезону серіалу.
22 вересня 2022 року з'явилася інформація, що акторка Кім Се Джон може повернутися до своєї ролі у другому сезоні. У жовтні було повідомлено, що Чо Пьон Ґю також розглядає можливість повернутися до своєї ролі у другому сезоні, крім того, Кан Кі Йон та Чін Сон Ґю розглядаються на роль нових персонажів у серіалі.

## Спеціальна серія «Феноменальне повернення»
7 лютого 2021 року на телеканалах OCN та tvN транслювалася спеціальна серія «Феноменальне повернення» (кор. 경이로운 귀환), у якій взяли участь Чо Пьон Ґю, Ю Чун Сан, Кім Се Джон, Йом Хє Ран, Ан Сок Хван, Чхве Кван Іль, Ок Ча Йон, Лі Хон Не, Чон Вон Чхан.

## Оригінальні звукові доріжки

### Повний альбом
| The Uncanny Counter (Original Television Soundtrack) | The Uncanny Counter (Original Television Soundtrack)         | The Uncanny Counter (Original Television Soundtrack) | The Uncanny Counter (Original Television Soundtrack) | The Uncanny Counter (Original Television Soundtrack) | The Uncanny Counter (Original Television Soundtrack) |
| #                                                    | Назва                                                        | Автор слів                                           | Автор музики                                         | Виконавець                                           | Тривалість                                           |
| ---------------------------------------------------- | ------------------------------------------------------------ | ---------------------------------------------------- | ---------------------------------------------------- | ---------------------------------------------------- | ---------------------------------------------------- |
| 1.                                                   | «Close Your Eyes»                                            | Hen, 든든맨                                          | Hen                                                  | Хон Ісаак                                            | 3:03                                                 |
| 2.                                                   | «Meet Again» (재회(再會))                                    | Кім Се Джон                                          | Кім Се Джон, MIN, BYMORE                             | Кім Се Джон                                          | 4:33                                                 |
| 3.                                                   | «No Problem» (괜찮아)                                        | Jayins                                               | Jayins                                               | Dvwn                                                 | 3:31                                                 |
| 4.                                                   | «The Uncanny Counter» (경이로운 소문 Main Theme)             |                                                      | Кім У Ґин                                            | Кім У Ґин                                            | 2:41                                                 |
| 5.                                                   | «Ga Mo-tak Theme» (가모탁 Theme)                             |                                                      | Кім У Ґин                                            | Кім У Ґин                                            | 2:01                                                 |
| 6.                                                   | «Step on the Ground» (땅을 밟은 지청신)                      |                                                      | Кім У Ґин, Со Ка Ий                                  | Кім У Ґин, Со Ка Ий                                  | 2:14                                                 |
| 7.                                                   | «The Counters vs Ji Chung-sin» (카운터 vs 지청신)            |                                                      | Кім У Ґин, Со Ка Ий                                  | Кім У Ґин, Со Ка Ий                                  | 2:42                                                 |
| 8.                                                   | «Team 'Unnine'» (언니네파)                                   |                                                      | Кім У Ґин                                            | Кім У Ґин                                            | 2:18                                                 |
| 9.                                                   | «It's all about being alive» (그게 중요한거야 살아있다는 거) |                                                      | Лі Сон Джу                                           | Пам Ки Ниль                                          | 3:25                                                 |
| 10.                                                  | «Jungjin City» (중진시)                                      |                                                      | Кім У Ґин                                            | Кім У Ґин                                            | 1:51                                                 |
| 11.                                                  | «Do Hana Theme» (도하나 Theme)                               |                                                      | Кім У Ґин                                            | Кім У Ґин                                            | 1:10                                                 |
| 12.                                                  | «The Counters» (카운터 Theme)                                |                                                      | Кім У Ґин                                            | Кім У Ґин                                            | 2:03                                                 |
| 13.                                                  | «An odd encounter» (대문도 아니고 소문)                      |                                                      | Лі Сон Джу                                           | Пам Ки Ниль                                          | 3:00                                                 |
| 14.                                                  | «Yung» (융)                                                  |                                                      | Со Ка Ий                                             | Со Ка Ий                                             | 7:18                                                 |
| 15.                                                  | «Kidnapped Woongmin» (납치된 웅민)                           |                                                      | Кім У Ґин                                            | Кім У Ґин                                            | 1:42                                                 |
| 16.                                                  | «There are worse ones» (더한 놈들이 있어)                    |                                                      | Лі Сон Джу                                           | Пам Ки Ниль                                          | 2:14                                                 |
| 17.                                                  | «I told you I'd heal you» (고쳐 준다고 했잖아)               |                                                      | Кім У Ґин                                            | Кім У Ґин                                            | 2:44                                                 |
| 18.                                                  | «Do Ha-na vs Beak Hyang-hee» (도하나 vs 백향희)              |                                                      | Со Ка Ий                                             | Со Ка Ий                                             | 4:01                                                 |
| 19.                                                  | «So Mun's awakening» (소문의 각성)                           |                                                      | Со Ка Ий                                             | Со Ка Ий                                             | 2:26                                                 |
| 20.                                                  | «I can walk again» (걸음)                                    |                                                      | Лі Сон Джу                                           | Пам Ки Ниль                                          | 2:00                                                 |
| 21.                                                  | «A funny sketch» (몽타쥬)                                    |                                                      | Лі Сон Джу                                           | Пам Ки Ниль                                          | 1:31                                                 |
| 22.                                                  | «That's what it's called» (상처란 게 그런거야)               |                                                      | Лі Сон Джу                                           | Пам Ки Ниль                                          | 2:16                                                 |
| 23.                                                  | «A deep relationship» (깊은 인연)                            |                                                      | Лі Сон Джу                                           | Пам Ки Ниль                                          | 1:38                                                 |
| 24.                                                  | «The counters vs demons» (카운터 vs 악귀)                    |                                                      | Со Ка Ий                                             | Со Ка Ий                                             | 1:28                                                 |
| 25.                                                  | «The death of Jeong-yeong» (정영의 죽음)                     |                                                      | Лі Сон Джу                                           | Пам Ки Ниль                                          | 2:20                                                 |
| 26.                                                  | «Final Boss»                                                 |                                                      | Кім У Ґин                                            | Кім У Ґин                                            | 0:55                                                 |
| 27.                                                  | «Last Farewell» (마지막 인사)                                |                                                      | Лі Сон Джу                                           | Пам Ки Ниль                                          | 3:11                                                 |
| 28.                                                  | «Time Warp»                                                  |                                                      | Со Ка Ий                                             | Со Ка Ий                                             | 3:17                                                 |
| 29.                                                  | «The Day» (그 날)                                            |                                                      | Лі Сон Джу                                           | Пам Ки Ниль                                          | 1:46                                                 |
| 30.                                                  | «Telekinesis» (염력)                                         |                                                      | Кім У Ґин                                            | Кім У Ґин                                            | 2:19                                                 |
| 31.                                                  | «So Mun vs Ji Chung-sin» (소문 vs 지청신)                    |                                                      | Со Ка Ий, Кім У Ґин                                  | Со Ка Ий, Кім У Ґин                                  | 5:18                                                 |
| 32.                                                  | «Barrier» (결계)                                             |                                                      | Со Ка Ий                                             | Со Ка Ий                                             | 4:06                                                 |
| 33.                                                  | «The Uncanny Counter Remix» (경이로운 소문 Remix)            |                                                      | Кім У Ґин                                            | Кім У Ґин                                            | 2:12                                                 |

#### Альбом частинами
| The Uncanny Counter (Original Television Soundtrack), Part 1 | The Uncanny Counter (Original Television Soundtrack), Part 1 | The Uncanny Counter (Original Television Soundtrack), Part 1 | The Uncanny Counter (Original Television Soundtrack), Part 1 | The Uncanny Counter (Original Television Soundtrack), Part 1 | The Uncanny Counter (Original Television Soundtrack), Part 1 |
| #                                                            | Назва                                                        | Автор слів                                                   | Автор музики                                                 | Виконавець                                                   | Тривалість                                                   |
| ------------------------------------------------------------ | ------------------------------------------------------------ | ------------------------------------------------------------ | ------------------------------------------------------------ | ------------------------------------------------------------ | ------------------------------------------------------------ |
| 1.                                                           | «Close Your Eyes»                                            | Hen, 든든맨                                                  | Hen                                                          | Хон Ісаак                                                    | 3:03                                                         |
| 2.                                                           | «Close Your Eyes (Inst.)»                                    |                                                              | Hen                                                          | Хон Ісаак                                                    | 3:03                                                         |

| The Uncanny Counter (Original Television Soundtrack), Part 2 | The Uncanny Counter (Original Television Soundtrack), Part 2 | The Uncanny Counter (Original Television Soundtrack), Part 2 | The Uncanny Counter (Original Television Soundtrack), Part 2 | The Uncanny Counter (Original Television Soundtrack), Part 2 | The Uncanny Counter (Original Television Soundtrack), Part 2 |
| #                                                            | Назва                                                        | Автор слів                                                   | Автор музики                                                 | Виконавець                                                   | Тривалість                                                   |
| ------------------------------------------------------------ | ------------------------------------------------------------ | ------------------------------------------------------------ | ------------------------------------------------------------ | ------------------------------------------------------------ | ------------------------------------------------------------ |
| 1.                                                           | «Meet Again» (재회(再會))                                    | Кім Се Джон                                                  | Кім Се Джон, MIN, BYMORE                                     | Кім Се Джон                                                  | 4:33                                                         |
| 2.                                                           | «Meet Again (Inst.)» (재회(再會) (Inst.))                    |                                                              | Кім Се Джон, MIN, BYMORE                                     | Кім Се Джон                                                  | 4:33                                                         |

| The Uncanny Counter (Original Television Soundtrack), Part 3 | The Uncanny Counter (Original Television Soundtrack), Part 3 | The Uncanny Counter (Original Television Soundtrack), Part 3 | The Uncanny Counter (Original Television Soundtrack), Part 3 | The Uncanny Counter (Original Television Soundtrack), Part 3 | The Uncanny Counter (Original Television Soundtrack), Part 3 |
| #                                                            | Назва                                                        | Автор слів                                                   | Автор музики                                                 | Виконавець                                                   | Тривалість                                                   |
| ------------------------------------------------------------ | ------------------------------------------------------------ | ------------------------------------------------------------ | ------------------------------------------------------------ | ------------------------------------------------------------ | ------------------------------------------------------------ |
| 1.                                                           | «No Problem» (괜찮아)                                        | Jayins                                                       | Jayins                                                       | Dvwn                                                         | 3:31                                                         |
| 2.                                                           | «No Problem (Inst.)» (괜찮아 (Inst.))                        |                                                              | Jayins                                                       | Dvwn                                                         | 3:31                                                         |

## Рейтинги
Найнижчі рейтинги позначені синім кольором, а найвищі — червоним кольором.
| Серія            | Дата показу       | Середнє значення кількості переглядів | Середнє значення кількості переглядів | Середнє значення кількості переглядів |
| Серія            | Дата показу       | AGB Nielsen                           | AGB Nielsen                           |                                       |
| Серія            | Дата показу       | Загальнонаціональні                   | Сеул                                  |                                       |
| Перший сезон     | Перший сезон      | Перший сезон                          | Перший сезон                          |                                       |
| ---------------- | ----------------- | ------------------------------------- | ------------------------------------- | ------------------------------------- |
| 1                | 28 листопада 2020 | 2,702 %                               | 3,167 %                               |                                       |
| 2                | 29 листопада 2020 | 4,350 %                               | 4,145 %                               |                                       |
| 3                | 5 грудня 2020     | 5,329 %                               | 5,789 %                               |                                       |
| 4                | 6 грудня 2020     | 6,724 %                               | 6,370 %                               |                                       |
| 5                | 12 грудня 2020    | 6,060 %                               | 6,695 %                               |                                       |
| 6                | 13 грудня 2020    | 7,654 %                               | 7,364 %                               |                                       |
| 7                | 19 грудня 2020    | 7,721 %                               | 7,602 %                               |                                       |
| 8                | 20 грудня 2020    | 9,302 %                               | 8,963 %                               |                                       |
| 9                | 2 січня 2021      | 8,386 %                               | 8,289 %                               |                                       |
| 10               | 3 січня 2021      | 9,093 %                               | 9,188 %                               |                                       |
| 11               | 9 січня 2021      | 8,677 %                               | 7,764 %                               |                                       |
| 12               | 10 січня 2021     | 10,581 %                              | 10,203 %                              |                                       |
| 13               | 16 січня 2021     | 9,372 %                               | 9,476 %                               |                                       |
| 14               | 17 січня 2021     | 9,926 %                               | 9,870 %                               |                                       |
| 15               | 23 січня 2021     | 8,995 %                               | 8,550 %                               |                                       |
| 16               | 24 січня 2021     | 10,999 %                              | 10,785 %                              |                                       |
| Середнє значення | Середнє значення  | 7,867 %                               | 7,764 %                               |                                       |

## Нагороди та номінації
| Рік  | Нагорода                     | Категорія                                    | Отримувач  | Результат | Примітки |
| ---- | ---------------------------- | -------------------------------------------- | ---------- | --------- | -------- |
| 2021 | 57-ма Премія мистецтв Пексан | Найкраща акторка другого плану (телебачення) | Йом Хє Ран | Перемога  | [ 37 ]   |

## Виноски
1. ↑  Офіційні українські субтитри до першого сезону серіалу на Netflix з'явилася у 2021 році.
2. ↑  Серія 9 і 10 не виходили в ефір 26 і 27 грудня у зв'язку зі спеціальною трансляцією фільмів проурочених до новорічних свят. Показ цих серій було перенесено на 2 та 3 січня відповідно[36].